# J-2X (silnik rakietowy)

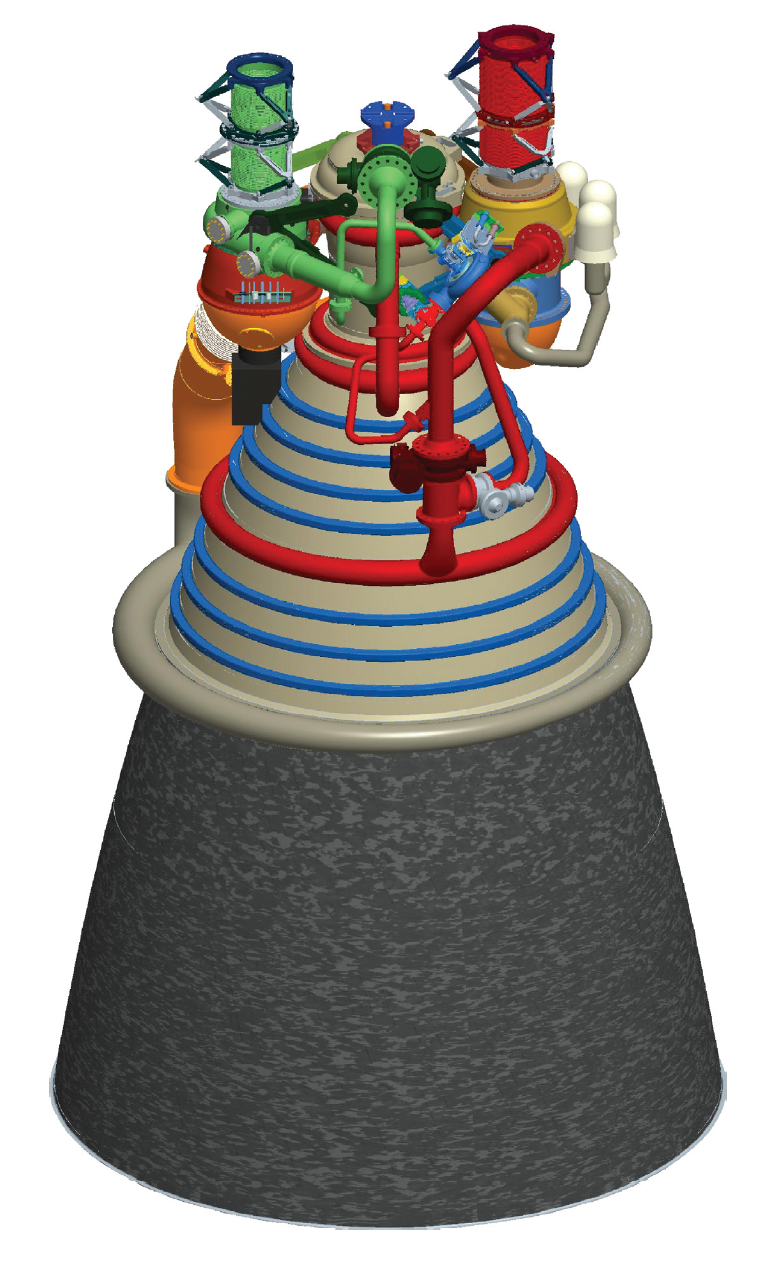
Grafika silnika J-2X (2006)

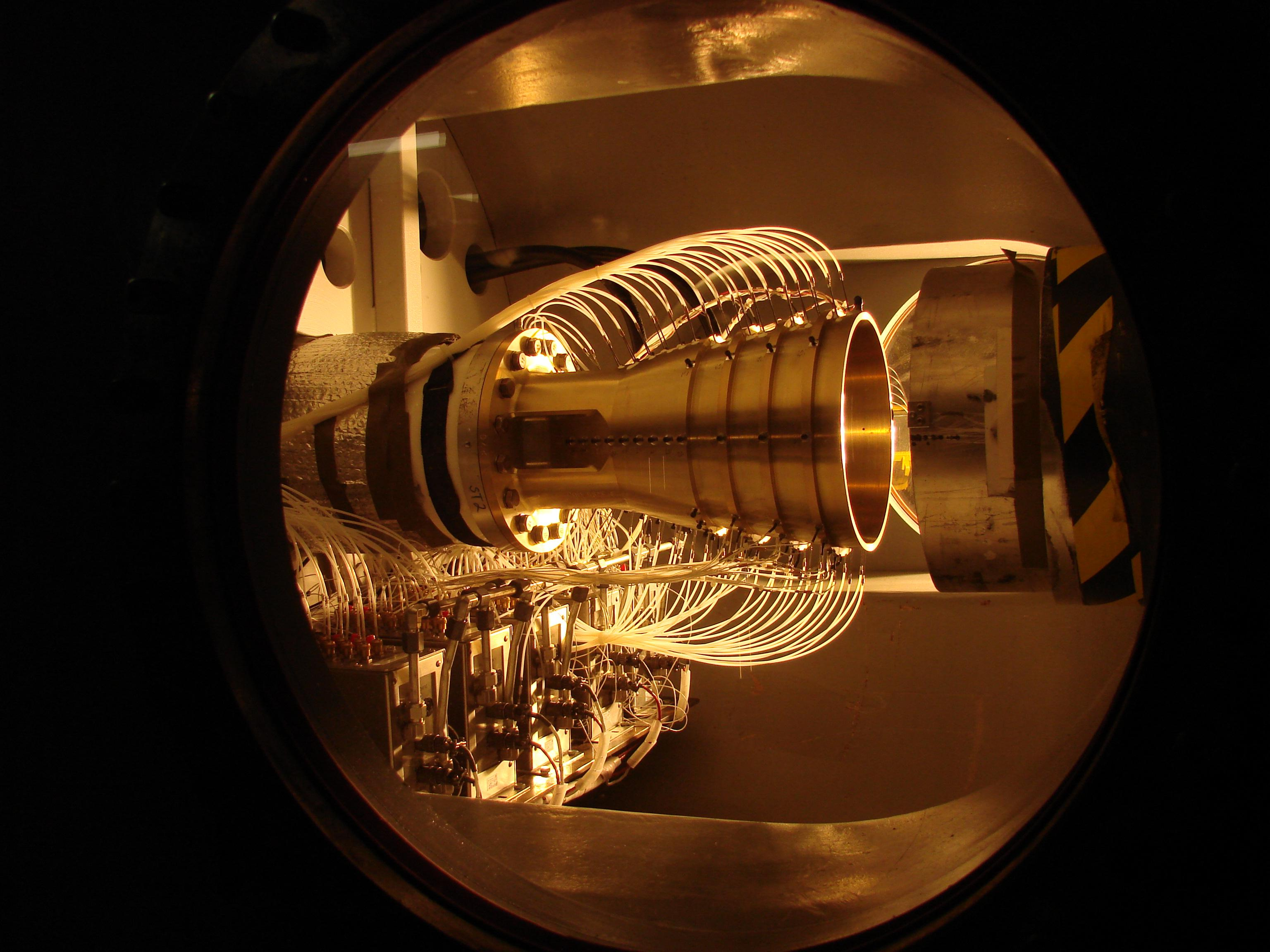
Silnik J-2X w trakcie testów (2008)

J-2X – silnik rakietowy opracowany i zbudowany przez Pratt & Whitney Rocketdyne dla NASA z przeznaczeniem dla wyższych stopni ciężkich rakiet nośnych NASA. Silnik J-2X wywodzi się z silnika J-2, który był używany w rakietach Saturn IB i Saturn V w ramach programu Apollo.

## Historia
Idea budowy silnika J-2X powstała w 2005 r. w ramach przygotowywania nowego budżetu NASA dla programu Constellation. W 2006 r. projekt został zaakceptowany i miał być ukończony do 2016 roku.
Konstrukcja J-2X opiera się przede wszystkim na projekcie J-2S, będącego uproszczonym i udoskonalonym silnikiem J-2. Wcześniej, w latach 90. XX wieku na potrzeby projektu X-33 (Venture Star) również wykorzystano rozwiązania z silnika J-2S. Projektowany wówczas silnik powietrzno-stożkowy z serii J-2T nie doczekał się jednak praktycznego wykorzystania i po serii naziemnych testów program zawieszono.
Po analizie projektu J-2S NASA oraz podwykonawcy dokonali niezbędnych usprawnień zgodnych z nowymi normami. Skorzystano przede wszystkim z nowocześniejszych technologii i materiałów. W ten sposób ciąg silnika został zwiększony o 20%, a impuls właściwy o 3% względem pierwotnej wersji silnika. Natomiast masa konstrukcji wzrosła o 77%.

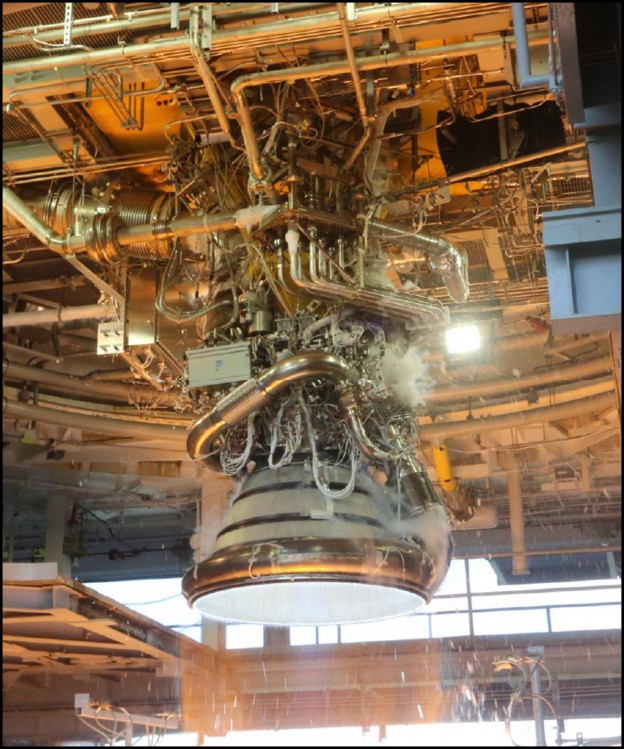
Silnk J-2X podczas próbnego odpalenia.

J-2X powstał z myślą o napędzaniu drugiego stopnia rakiety Ares I oraz drugiego stopnia Earth Departure Stage (EDS) rakiety Ares V. EDS jest podobny do stopnia S-IVB rakiety Saturn V i miał działać na podobnej zasadzie: po odcięciu pierwszego stopnia Aresa V silnik J-2X skierowałby EDS na niską orbitę okołoziemską, a stamtąd, po kolejnym odpaleniu J-2X w stronę orbity księżycowej.
Ze względu na ryzyko redukcji środków przeznaczonych na silnik J-2X zdecydowano, że najpierw opracowany zostanie silnik J-2X o nieco mniejszym ciągu 1220 kN niż jest projektowany. Jeśli sprawdziłby się jako układ napędowy drugiego członu rakiety Ares I w trakcie operacji na LEO, wówczas przystąpiono by do budowy silnika J-2XD o docelowym ciągu 1310 kN.

## Budowa
Silnik J-2X czerpie wiele od swoich poprzedników. Wykorzystywane są w nim turbopompy z serii Mark 29 używane w J-2S i udoskonalone na potrzeby projektu X-33. Gaz z wylotu turbiny kierowany jest do dyszy silnika, przez co zwiększany jest ciąg i chłodzone są ściany wydłużonej dyszy. Główny wtryskiwacz został przeprojektowany, ale elementy współosiowe pozostały takie same jak w J-2. Komora spalania ma miedzianą powłokę z wyfrezowanymi kanałami oraz specjalną warstwą wzmocnioną pod ciśnieniem przy użyciu metod opracowanych dla RS-68. Dwuczęściowa dysza wylotowa została pozyskana z projektu Volvo Aero (takie dysze opracowano na potrzeby silników Vulcain 2 w rakietach Ariane 5). Jej współczynnik rozszerzalności plasuje się na poziomie 40:1, podobnie jak w J-2S. Współczynnik przedłużenia dyszy wynosi 80:1, co wpływa na wysoki impuls właściwy silnika. Układ zapłonowy składa się z zapłonu iskrowego zastosowanego w J-2S, ale udoskonalenia pochodzą z głównego silnika wahadłowców SSME (Space Shuttle Main Engine). J-2X wykorzystuje projekty zaworów jak w J-2, dopracowane przez NASA w 2006 r. Część siłowników pozostała, ale większość została wymieniona ze względu na błędy tolerancji. Do J-2X wprowadzono nowy cyfrowy kontroler pracy silnika, który będzie wykrywał błędy tolerancji elementów, awarie oraz części wymagające naprawy. System używa sterowania w pętli otwartej, by zapewnić jak najprostszą budowę.
Nawet z tymi modyfikacjami silnik J-2X jest w założeniu znacznie tańszy i związany z mniejszym ryzykiem niż koncept modyfikacji głównego silnika promów kosmicznych (SSME) do restartu w trakcie lotu, dlatego zrezygnowano ze zmodyfikowanych SSME na rzecz J-2X. Z ramienia NASA powstało biuro J-2X Upper Stage Engine Element Office, zajmujące się tworzeniem silnika. W 2006 zatwierdzono wstępny kosztorys, rozpoczęły się także pierwsze testy.
Jednak w październiku 2010 r. prezydent Barack Obama zawiesił program Constellation, zatem koncepcja silnika J-2X straciła rację bytu. Projektanci i inżynierowie nie zawiesili programu i testy były kontynuowane z myślą o wykorzystaniu J-2X jako układu napędowego wyższych członów nowych ciężkich rakiet nośnych NASA. Według wcześniejszych planów silnik J-2X znalazł zastosowanie w projektowanej ciężkiej rakiecie nośnej SLS, jednakże inżynierowie doszli do wniosku, że silnik J-2X produkuje zbyt duży ciąg, by można go było wykorzystać w sposób bezpieczny dla astronautów i został zastąpiony przez silniki RL-10C.

## Parametry techniczne
Podstawowe parametry silnika J-2X w porównaniu z poprzednimi silnikami z serii J-2 są następujące:
| Typ silnika            | J-2                                                                                         | J-2S                                                               | J-2X |
| ---------------------- | ------------------------------------------------------------------------------------------- | ------------------------------------------------------------------ | --- |
| Ciąg w próżni          | 1033,1 kN                                                                                   | 1138,5 kN                                                          | 1310,0 kN                                                                                                  |
| Impuls właściwy (Isp)  | 421 s                                                                                       | 436 s                                                              | 448 s |
| Czas pracy             | 475 s                                                                                       | 475 s                                                              | 465 s (dla górnego członu rakiety Ares I)                                                                  |
| Masa                   | 1438 kg                                                                                     | 1400 kg                                                            | 2472 kg |
| Utleniacz/paliwo       | Ciekły tlen/ciekły wodór                                                                    | Ciekły tlen/ciekły wodór                                           | Ciekły tlen/ciekły wodór                                                                                   |
| Stosunek mieszania     | 5,50                                                                                        | 5,50                                                               | 5,50 |
| Średnica               | 2,01 m                                                                                      | 2,01 m                                                             | 3,05 m |
| Długość                | 3,38 m                                                                                      | 3,38 m                                                             | 4,70 m |
| Stosunek ciągu do masy | 73,18                                                                                       | 85,32                                                              | 55,04 |
| Wykonawca              | Pratt & Whitney Rocketdyne                                                                  | Pratt & Whitney Rocketdyne                                         | Pratt & Whitney Rocketdyne                                                                                 |
| Stosowany w rakietach  | Saturn V – 5 silników w 2. stopniu S-II, Saturn IB i Saturn V – 1 silnik w 2. stopniu S-IVB | Planowane zastąpienie silnika J-2 w rakietach Saturn IB i Saturn V | Planowany dla 2. stopni rakiet Ares I i Ares V – 1 silnik, obecnie przewidziany dla 2. stopnia rakiety SLS |

## Testy
W 2010 r. w Centrum Lotów Kosmicznych imienia George’a C. Marshalla przeprowadzano serię testów generatora gazu zasilającego układy turbopompowe silnika J-2X. Wiosną 2011 badano żywotność i trwałość dyszy turbopompy paliwowej, przez którą gaz przedostaje się na ostrza turbiny. W lipcu 2011 r. rozpoczęły się pierwsze ogniowe (zapłonowe) testy silnika J-2X. Przeprowadzono je w Stennis Space Center na platformie testowej A-2.
Przez najbliższe lata będą odbywały się kolejne testy, w tym przede wszystkim ogniowe (zapłonowe) na platformie testowej A-2 w Stennis Space Center, a następnie, po wybudowaniu specjalnie dla J-2X platformy A-3, silnik przejdzie badania w warunkach próżniowych.
Silnik J-2X byłby napędem dla jednostek udających się z orbity okołoziemskiej w głęboką przestrzeń kosmiczną, czyli np. na Księżyc lub Marsa, dlatego jego budowa ściśle wiąże się z przyszłością załogowych lotów kosmicznych NASA.